# Acsala anomala
Acsala anomala är en fjärilsart som beskrevs av Benjamin 1935. Acsala anomala ingår i släktet Acsala och familjen björnspinnare. Inga underarter finns listade i Catalogue of Life.